# Ignacio Bolívar
Ignacio Bolívar y Urrutia, född 9 november 1850 i Madrid, död 19 november 1944 i Mexico City, var en spansk vetenskapsman inom naturhistoria och entomologi.